# Mauvaises Nouvelles
Vous lisez un « bon article » labellisé en 2025.
Mauvaises Nouvelles (en portugais : Más Notícias) est une peinture à l'huile réalisée en 1895 par l'artiste brésilien Rodolfo Amoedo.
Ce portrait représente une femme assise dans un fauteuil, dont le regard frontal interpelle directement l'observateur. Conservé au musée national des Beaux-Arts de Rio de Janeiro, ce tableau se distingue par une synthèse novatrice de traits réalistes et d'influences issues des courants émergents au Brésil, tels que le symbolisme et le modernisme. Cette fusion stylistique confère à l'œuvre une importance particulière dans l'histoire de l'art au Brésil.
Présentée lors de la Deuxième Exposition générale de l'École nationale des beaux-arts du Brésil (ENBA) en 1895, cette œuvre marque une rupture avec les conventions de l'art académique traditionnel. Elle est saluée par la critique pour avoir introduit au Brésil des courants artistiques européens contemporains, fruit du séjour de l'artiste sur le Vieux Continent quelques années auparavant.
Cette toile d'Amoedo transcende la simple représentation picturale pour s'ériger en témoin des mutations sociétales profondes qui traversent le Brésil. Au-delà de son exploration de la psychologie féminine, des éléments tels que les dimensions de l'œuvre et le sujet qu'elle dépeint reflètent l'ascension de la bourgeoisie et les transformations des rapports entre l'art et la sphère domestique.

## Description
Cette peinture à l'huile sur toile, réalisée à Rio de Janeiro au début de l'année 1895, présente un châssis aux dimensions de 100 × 74 cm. Au cœur de la composition, l'artiste a représenté une femme assise sur une chaise Savonarole, un siège en bois caractéristique de la Renaissance italienne. Se détachant sur un fond sombre, le modèle arbore une robe à rayures bleues et blanches, aux manches bouffantes, qui enveloppe sa silhouette, laissant seulement le visage et les avant-bras découverts. Un châle de dentelle, délicatement posé sur ses épaules, révèle une subtile transparence. La somptuosité de sa tenue vestimentaire suggère une appartenance à une classe aisée, une stratégie picturale qui inscrit le corps féminin dans les conventions sociales de l'époque. La robe, exécutée avec une minutie remarquable, témoigne d'une grande richesse de détails et de textures. La femme porte de fins bijoux en or aux poignets, mais l'absence d'alliance laisse planer le doute sur son statut marital. L'identité du modèle reste sujette à spéculation : il pourrait s'agir de Maria de Morais, la belle-sœur de l'artiste,.
L’environnement du modèle est domestique et raffiné. Le coude gauche de la femme repose sur un coussin en velours aux riches motifs floraux qui attirent l’attention dans la composition. Derrière elle, à sa droite, un panneau peint, représentant une scène champêtre avec des oiseaux et des plantes, est partiellement dissimulé par l’accoudoir du fauteuil. Certaines techniques utilisées évoquent des influences orientales, notamment le motif floral du coussin recouvrant l’accoudoir gauche de la chaise.
L’arrière-plan sombre, qui occupe à gauche la composition, crée un effet de proximité avec l’observateur. La fragmentation des éléments picturaux empêche une vision d’ensemble de la scène, renforçant ainsi le point focal du tableau : le regard du personnage. Ce fond sombre agit comme un cadre autour de la tête, accentuant l’expression de la femme.
L’expression de la femme est interprétée par la critique comme à la fois provocante, énigmatique, colérique, troublée, contrariée voire angoissée. Dans sa main droite, elle tient un papier froissé, supposément une lettre. La chaise rigide, sur laquelle elle est assise comme en déséquilibre, accentue la tension de la scène et crée une sensation d’inconfort. L'expression du modèle et le papier froissé qu'elle tient dans sa main suggèrent que celui-ci est à l’origine des « mauvaises nouvelles » évoquées par le titre du tableau.
La signature de l’artiste est située dans le coin inférieur droit du tableau, accompagnée de la mention « Rio, 1895 ».

## Contexte
Né en 1857, Rodolfo Amoedo peint Más Notícias à une époque de profondes transformations sociales, qu'il cherche à intégrer dans son art. À la fin du XIXe siècle, la bourgeoisie industrielle brésilienne s'impose comme la classe dominante, tandis que le positivisme devient une doctrine axée sur le progrès scientifique. Au Brésil, en plus du renforcement de l'économie du café, en particulier dans l'État de São Paulo, la pression sociale et politique en faveur du républicanisme et de l'abolition de l'esclavage s'intensifie,.
|  |

Ces changements sociaux s'accompagnent de transformations dans le milieu artistique, influençant la peinture brésilienne en général et Amoedo en particulier. Parmi ces évolutions figure la demande croissante du marché pour des œuvres de petit format destinées à la décoration intérieure, tandis que l'essor de la communication de masse offre une place de plus en plus importante à la critique d'art. L'œuvre d'Amoedo est mentionnée dans divers articles de presse au moment où, durant l'été 1895, s'ouvre la Deuxième Exposition générale de l'ENBA dans laquelle le tableau figure en bonne place. À cette époque, Amoedo est en effet un artiste reconnu, ainsi que vice-directeur de l'école, ce qui attire l'attention des critiques. En plus de Más Notícias, il expose trois autres œuvres : Passeio Matinal, Refeição Matinal et Melancolia, qui reçoivent en revanche des critiques négatives et dont la localisation actuelle demeure inconnue.
Une autre transformation artistique influençant Amoedo est la consolidation du réalisme, mettant l'accent sur la représentation du présent. Contrairement à la peinture historique ou académique, la peinture réaliste privilégie la représentation de personnages anonymes, tels que les bourgeois et les travailleurs des villes et des campagnes, dans des scènes de la vie quotidienne, comme le moment qui suit la lecture d'une lettre, illustré ici par Más Notícias. La montée du réalisme au Brésil intervient dans un contexte de crise institutionnelle du circuit artistique, alors que la direction de l'Académie impériale des Beaux-Arts (AIBA), principale école de peinture du pays, refuse d’adopter de nouvelles techniques picturales et suscite le mécontentement des artistes en raison du manque de liberté artistique. Ce mécontentement conduit à la création en 1890 de l'ENBA, un établissement auquel Amoedo participe activement.
La représentation féminine connaît un grand succès sur le marché international de la peinture, notamment à Paris, où Amoedo séjourne d'abord de 1879 à 1887 puis lors d’un voyage au début des années 1890, quelques années avant la Deuxième Exposition. Parmi les artistes renommés dans ce type de peinture figurent Alexandre Cabanel, Paul Baudry et John Singer Sargent. Plusieurs similitudes sont relevées entre certains portraits de ces peintres et Más Notícias, notamment la mise en scène domestique, la composition resserrée, le regard interpellant de la femme et les détails vestimentaires,. Au Brésil, des artistes comme Belmiro de Almeida avec Amuada (1906) et A Má Notícia, ainsi que Maria Pardos Ferreira Lage — élève d'Amoedo — avec Má Notícia, s'inscrivent également dans cette tradition,. Malgré ces exemples, la représentation des femmes dans des environnements sociaux et domestiques demeure rare dans la peinture brésilienne du XIXe siècle, contrastant avec sa forte présence en littérature.

### Parcours du tableau
Après sa présentation lors de la Deuxième Exposition générale de l'École nationale des Beaux-Arts en 1895, Más Notícias est acquise la même année par l'ENBA. Par la suite, une partie de la collection de l’ENBA, dont l’œuvre d’Amoedo, est transférée au musée national des Beaux-Arts de Rio de Janeiro, lors de sa création en 1937. Dès lors, le tableau y est conservé.
L’œuvre d’Amoedo est exposée dans la principale section du musée, la Galerie d’art brésilien du XIXe siècle, située au deuxième étage. Fermée entre 2008 et 2011, la galerie rouvre avec une nouvelle expographie conçue sous la direction du conservateur Pedro Martins Caldas Xexéo. Más Notícias y est alors installée dans la section consacrée aux portraits. Más Notícias est exposée au centre de la galerie. À sa droite se trouve A Partida de Jacó et à sa gauche Estudo de Mulher, deux autres œuvres d’Amoedo. La salle abrite également Le Dernier Tamoio.
Más Notícias intègre en 2000 l'exposition temporaire « De Frans Post a Visconti » au musée d'Art Rio Grande do Sul Ado Malagoli. La participation de l’œuvre d’Amoedo y est célébrée comme celle d’une figure emblématique de l’art brésilien entre la fin du XIXe et le début du XXe siècle.
Le musée national des Beaux-Arts est fermé au public depuis 2020 pour des travaux de rénovation, qui devraient se poursuivre jusqu’en 2026. Les œuvres de sa collection, dont Más Notícias, sont inaccessibles au public pendant cette période.

## Analyse

Saudade (1899), d'Almeida Júnior, présente, tout comme Más Notícias, une combinaison entre le registre domestique, propre au réalisme, et la narration subjective, dans la lignée du symbolisme.

Bien qu'associée à un type de représentation courant à la fin du XIXe siècle et au début du XXe siècle, l'œuvre Más Notícias se distingue par la signification de la féminité. La femme représentée par Amoedo est à la fois introspective et provocante, et la placer au centre de la toile a été interprété comme une manière d'exprimer la visibilité sociale que les femmes commençaient à recevoir.
D'une part, les éléments de Más Notícias l'associent au courant réaliste, mais la représentation de la psychologie féminine, notamment l'ambiguïté émotionnelle de la figure centrale, la rapproche du mouvement symboliste, qui, en réaction au culte de la science et du progrès propre à la société bourgeoise, prônait l'investigation de la subjectivité,. Ainsi, Amoedo ne dépeint pas seulement l'intérieur d'une maison bourgeoise ou une scène de la vie quotidienne, mais une narration suspendue et captivante, dont le sens est révélé par des fragments d'information, tels que le regard, la lettre froissée et le titre de l'œuvre. Amoedo combine des éléments réalistes et symbolistes dans d'autres œuvres, telles que Figura Feminina de Vermelho à Janela (non datée), Mulher (non datée), Retrato de Adelaide Amoedo aos Vinte Anos (1892) et Recordação (1900). La combinaison du réalisme et du symbolisme est également marquante dans les peintures d'Eliseu Visconti et Almeida Júnior, contemporains d'Amoedo,.
La narration que suggère Más Notícias va au-delà de l'association entre le titre et l'œuvre, car elle révèle une énigme, amenant l'observateur à se questionner sur ce qui est écrit dans la lettre et ce qui a motivé la réaction de la femme. L'ambiguïté entre le réalisme domestique, l'introspection féminine et le suspense de la situation est comprise comme une stratégie pour susciter l'intérêt du public.
Le climax de l'œuvre d'Amoedo est renforcé par la planéité et l'exiguïté de la scène représentée, ce qui, d'une part, rapproche l'observateur de la femme et, d'autre part, permet uniquement d'identifier des fragments des objets et de la personne représentée. Cette stratégie de style n'est pas inhabituelle dans la seconde moitié du XIXe siècle, dispositif utilisé par exemple dans Portrait d'Émile Zola (1868) d’Édouard Manet.
La stratégie chromatique d'Amoedo renvoie à la synchronie artistique de divers courants dans le circuit brésilien de l'époque. Dans la palette de couleurs, il existe des zones sombres, comme l'arrière-plan et une partie du fauteuil, qui mettent en valeur la figure principale et les éléments décoratifs, signifiés avec détail et clarté. Les couleurs intenses renforcent l'expressivité et la signification de la scène,.
Pour l'historien de l'art Gonzaga Duque, dans une analyse produite dix ans après l'exécution de Más Notícias, l'œuvre est « sincère, puissante et dominante », et constitue un « témoignage des qualités exceptionnelles du maître, de sa vigueur à peindre, de la fermeté magistrale de son dessin, de la clarté de ses couleurs et du pouvoir expressif de son art ». Dans la même analyse, Duque décrit la scène de l'œuvre d'Amoedo comme suit :

« Cette belle femme, aux magnifiques habits et aux yeux plus magnifiques encore, humides de larmes, diaboliquement noirs, est un instantané de l'âme féminine, un merveilleux instantané du tourment d'un cœur que la lettre, froissée dans ses magnifiques griffes de dame élégante, sinon de déesse contrariée, vient de faire saigner. »

## Réception et impact

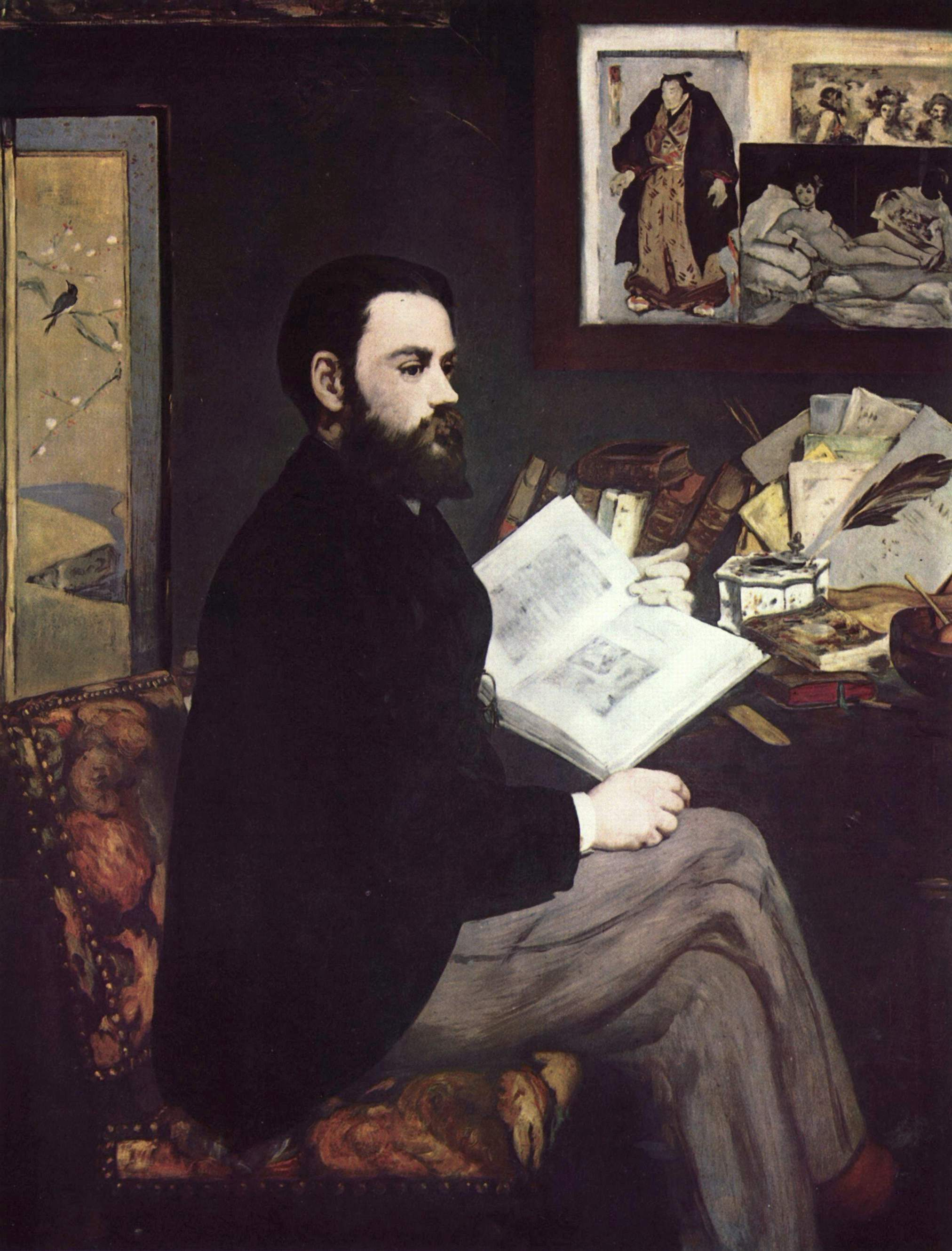
Portrait d'Émile Zola (1868), d'Édouard Manet, dont la composition se caractérise par de la planéité et de la concision, comme Más Notícias.

L'œuvre d'Amoedo est présentée lors de la Seconde Exposition générale de l'ENBA, le 31 août 1895, et est acquise la même année par l'École nationale des beaux-arts. Elle reçoit des critiques généralement positives de la presse artistique de l'époque. Un critique a affirmé que Más Notícias est « dessinée et peinte par la main d'un maître » et que « les moindres détails révèlent un artiste maître de son art ». Un autre journaliste a déclaré avoir été impressionné par la peinture d'Amoedo : « L'expression des yeux de cette figure féminine, si humaine et si belle, éblouit immédiatement et retient l'esprit de l'observateur pour un examen détaillé ». Más Notícias est qualifiée dans une critique de journal de « meilleur travail que l'illustre artiste expose cette année », car « la figure est bien représentée, semblant plus un portrait qu'une scène de genre » et « le coussin et la robe sont bien peints », bien qu'elle note que le visage du personnage central semble « un peu dur ».
De plus, Más Notícias est comparée aux autres œuvres présentées par Amoedo lors de l'exposition. Passeio Matinal et Raio de Sol sont considérées comme de mauvaises œuvres, dont le « ton cru des couleurs […] agresse la vue ». Le tableau Refeição Matinal est décrit comme « très défectueux dans le dessin des mains, faussement artificiel dans l'ombrage des visages et durement découpé ». En opposition à la « liste de désastres » comme l'a dit un critique à propos des œuvres d'Amoedo dans l'exposition, Más Notícias est considéré comme un bon portrait :

« C'est une belle femme qui froisse la lettre qu'elle vient de lire. On pourrait dire que c'est un mouchoir, et non une lettre ; cependant, le tissu admirablement représenté de la robe, le coussin qui ressort et l'expression de tristesse profonde qui émane de son visage compensent sans doute toute autre imperfection. Cela montre que, lorsqu'il parvient à se détacher de son idée fixe et qu'il veut vraiment voir ce qu'il a devant lui, comme dans le cas du portrait patiemment exécuté, M. Amoedo cesse d'être le coloriste dégénéré, l'orgiaque de la palette et le cruel incitateur de couleurs enragées. »

Plus tard, Más Notícias est saluée pour son rôle de pionnier dans la modernisation de l'art brésilien,,. Dans sa célèbre critique, Gonzaga Duque consacre l'œuvre et son créateur, mettant en avant l'anticonformisme de l'art d'Amoedo face aux conventions de la peinture académique. Le critique affirme ainsi : « L'évolution de son esprit […] l'a conduit à un art finalement expressif et moins matérialiste, dans lequel transparaissaient ses prédilections, incarnées dans un raffinement mondain de l'existence […], un certain épicurisme élégant, […] fortement perturbé par des crises sentimentales de nature atavique. » L'attitude indépendante d'Amoedo consistant à exprimer sa subjectivité artistique et sa liberté créative conduit à interpréter Más Notícias comme une œuvre polyvalente et précurseur du modernisme au Brésil,. En raison de son contexte artistique en transition, l'œuvre d'Amoedo est perçue comme l'un des jalons de l'histoire de l'art au Brésil,.
En contraste avec cette analyse généralement positive, l'appréciation de Frederico Barata se distingue. Pour celui-ci, les œuvres d'Amoedo après son retour de France, dont Más Notícias, sont moins significatives que celles de sa jeunesse, l'artiste ayant connu un « apogée précoce ».